# Jean-Louis Pindy
Jean-Louis Pindy, né à Brest le 3 juin 1840 et mort à La Chaux-de-Fonds en Suisse le 24 juin 1917, est un militant socialiste puis caporal de la Garde nationale durant la Commune de Paris. Il est surtout connu pour avoir donné l'ordre d'incendier l'Hôtel de ville. Sous la Troisième République, il devient journaliste et militant anarchiste.

## Biographie
Menuisier, il est membre de l'Association internationale des travailleurs. Il participe aux congrès de l'AIT de Bruxelles (1868) et de Bâle (1869). Installé à Paris vers 1867, il y mène une vive action syndicaliste qui lui vaut deux procès en 1870 (un an de prison obtenu contre lui au troisième procès de l'Internationale en juillet 1870).
Il est libéré par la proclamation de la République le 4 septembre 1870. Pendant le siège de Paris par les Allemands (septembre 1870 - mars 1871), il est un des créateurs du Comité central républicain des Vingt arrondissements.
Le 26 mars 1871, il est élu au Conseil de la Commune par le IIIe arrondissement; le 31 mars, il est nommé gouverneur de l'Hôtel de Ville de Paris  (où siège le Conseil de la Commune). Il vote contre la création du Comité de Salut public. Le 24 mai, pendant la Semaine sanglante il donne l'ordre d'incendier l'Hôtel de Ville ; l’état-civil parisien antérieur à 1860 part en fumée (sur les 8 millions d’actes perdus, seul un tiers a été reconstitué). Il réussit à vivre clandestinement à Paris jusqu'en mars 1872. Il se réfugie alors en Suisse. Il est condamné à mort par contumace en janvier 1873. Il est un des membres actifs de la Fédération jurassienne de tendance bakouniniste.

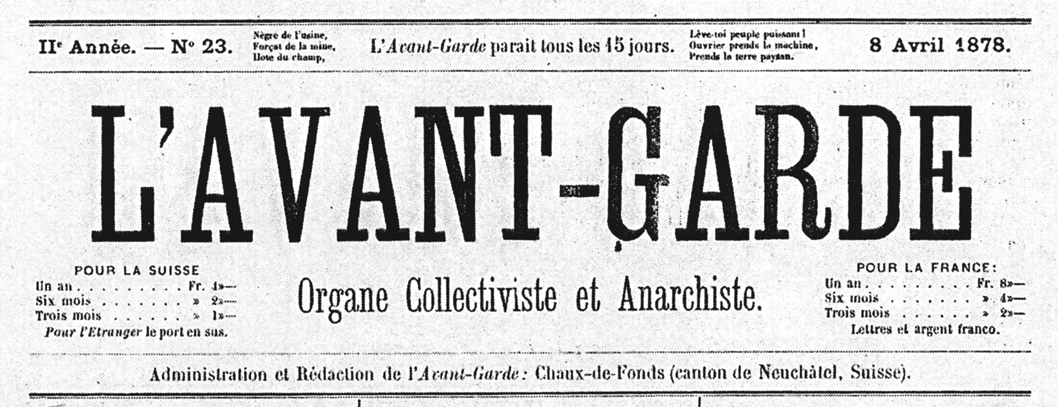
L'Avant-Garde, 8 avril 1878.

En 1877, il crée en collaboration avec Pierre Kropotkine et Paul Brousse le journal L'Avant-Garde, « Organe de la Fédération française de l'Association internationale des travailleurs » avant de devenir, à partir d'avril 1878, « Organe collectiviste et anarchiste ».

### Notices biographiques
- Jules Clère, Les hommes de la Commune : Biographie complète de tous ses membres, Paris, Libraire-éditeur É. Dentu, 1871, xiv-195, 1 vol. in-18 (OCLC 457798492, lire en ligne sur Gallica), p. 125-128
  - Jules Clère, Les hommes de la Commune : Biographie complète de tous ses membres, Paris, Libraire-éditeur É. Dentu, 1871, 4e éd. (1re éd. 1871), vi-215, 1 vol. in-18 (lire en ligne sur Gallica), p. 140-143
- Paul Delion, Les membres de la Commune et du Comité central, Paris, A. Lemerre éditeur, août 1871, 446 p. (lire en ligne sur Gallica), p. 159-163
- Bernard Noël, Dictionnaire de la Commune, Coaraze, L'Amourier éditions, coll. « Bio », avril 2021 (1re éd. 1971), 799 p. (ISBN 978-2-36418-060-4, ISSN 2259-6976, présentation en ligne), p. 625-626
- « Notice Pindy Jean-Louis (ou Pendy Jean Louis) », sur maitron.fr, Le Maitron, dictionnaire bibliographique du mouvement ouvrier et du mouvement social, Association Les Amis du Maitron (consulté le 17 août 2021)
  - « Notice Pindy Jean-Louis [Dictionnaire des anarchistes] », sur maitron.fr, Le Maitron, Association Les Amis du Maitron (consulté le 17 août 2021)